# ジャクソン (テネシー州)

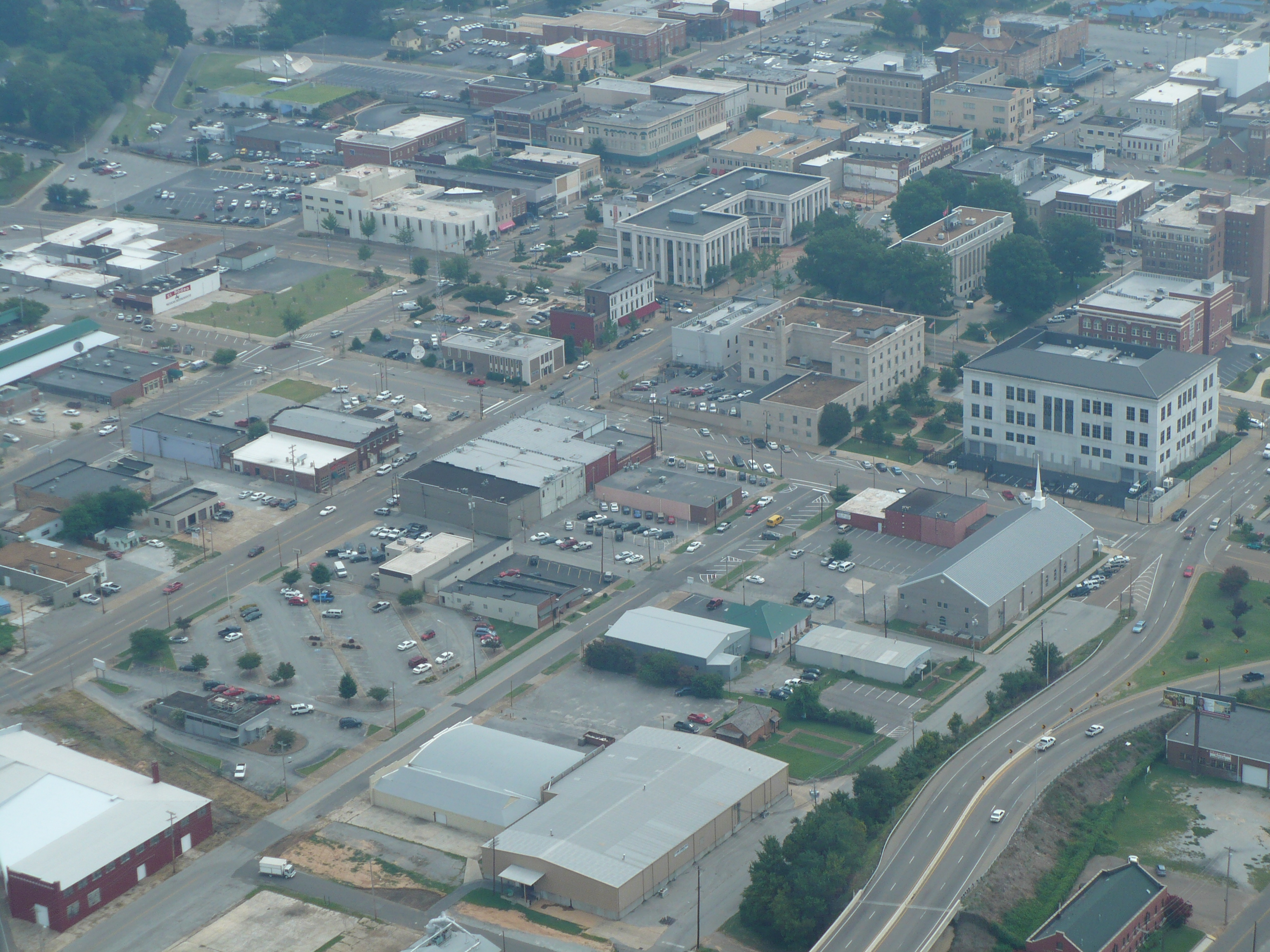
上空から

ジャクソン (Jackson) は、アメリカ合衆国テネシー州の都市。マディソン郡の郡庁所在地である。人口は6万8205人（2020年）。

## 地理

マディソン郡内の位置

ジャクソンは、メンフィスの東110キロメートルに位置している。座標は、北緯35度36分52秒 西経88度48分50秒 / 北緯35.61444度 西経88.81389度。
アメリカ合衆国統計局によると、この都市は総面積128.2 km² (49.5 mi²) である。このうち128.2 km² (49.5 mi²) が陸地で、水域は存在しない。

## スポーツ
2020年までシカゴ・カブス傘下のマイナーリーグAAのジャクソン・ジェネラルズの本拠地だった。元福岡ソフトバンクホークスのフリオ・ズレータもここでプレーしていた。

## 住民
2000年国勢調査で、この都市は人口59,643人、23,503世帯、及び15,135家族が暮らしている。人口密度は465.3/km² (1,205.2/mi²) ある。198.9/km² (515.3/mi²) の平均的な密度に25,501軒の住宅が建っている。この都市の人種的な構成は白人55.13%、アフリカン・アメリカン42.07%、ネイティブ・アメリカン0.15%、アジア0.79%、太平洋諸島系0.01%、その他の人種0.88%、及び混血0.97%である。人口の2.16%はヒスパニックまたはラテン系である。
23,503世帯のうち、32.1%が18歳未満の子供と一緒に生活しており、41.5%は夫婦で生活している。19.4%は未婚の女性が世帯主であり、35.6%は家族以外の住人と同居している。30.3%は独身の居住者が住んでおり、10.4%は65歳以上で独身である。1世帯の平均人数は2.40人であり、結婚している家庭の場合は、2.99人である。
人口の25.9%が18歳未満で、12.8%が18歳から24歳、28.7%が25歳から44歳、19.5%が45歳から64歳、13.2%が65歳以上である。平均年齢は33歳である。女性100人に対し、87.4人が男性である。18歳以上の女性100人に対し、81.7人が18歳以上の男性である。
この都市の世帯ごとの平均的な収入は33,194 USドルであり、家族ごとの平均的な収入は40,922 USドルである。男性は32,777 USドルに対して女性は23,229 USドルの平均的な収入がある。この都市の一人当たりの収入 (per capita income) は18,495 USドルである。人口の17.1%及び家族の14.0%は貧困線以下である。全人口のうち18歳未満の23.0%及び65歳以上の11.5%は貧困線以下の生活を送っている。